# 4-D (Цілком таємно)
4-D (англ. 4-D) — 4-й епізод дев'ятого сезону серіалу «Цілком таємно». Епізод не належить до «міфології серіалу» — це монстр тижня. Прем'єра в мережі «Фокс» відбулася 9 грудня 2001 року.
У США серія отримала рейтинг Нільсена, рівний 5.1, це означає — в день виходу її подивилися 5.38 мільйона глядачів.

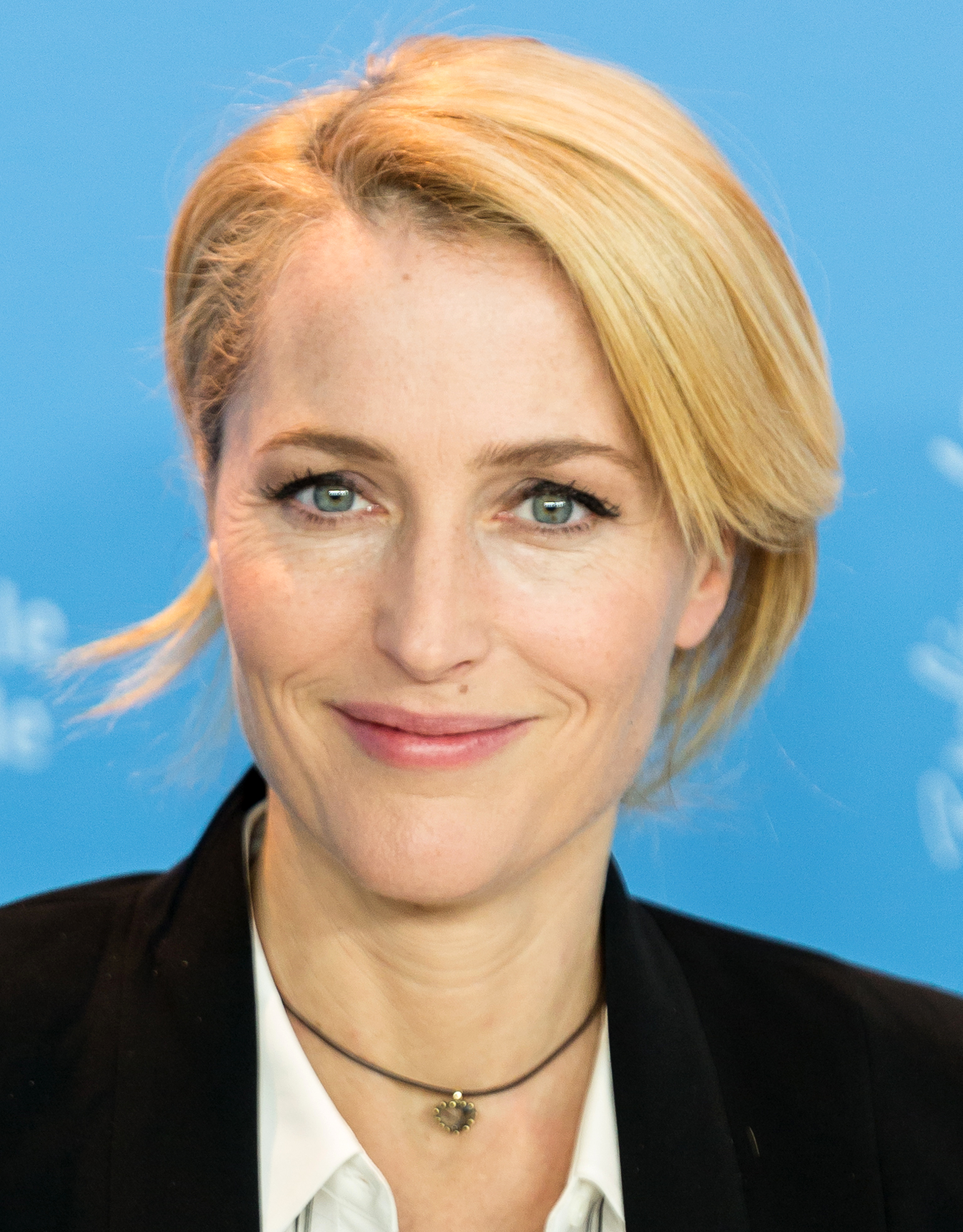

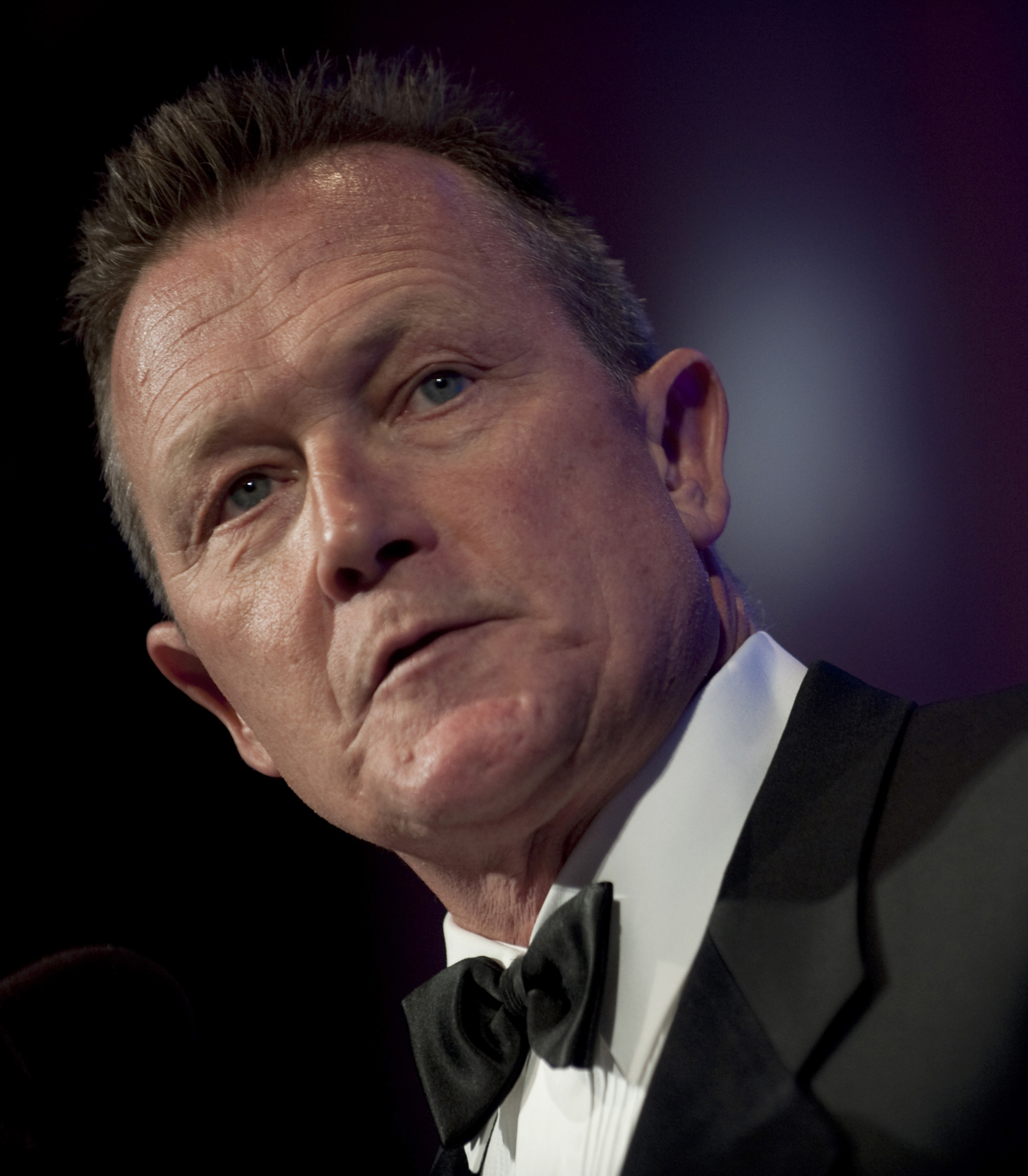

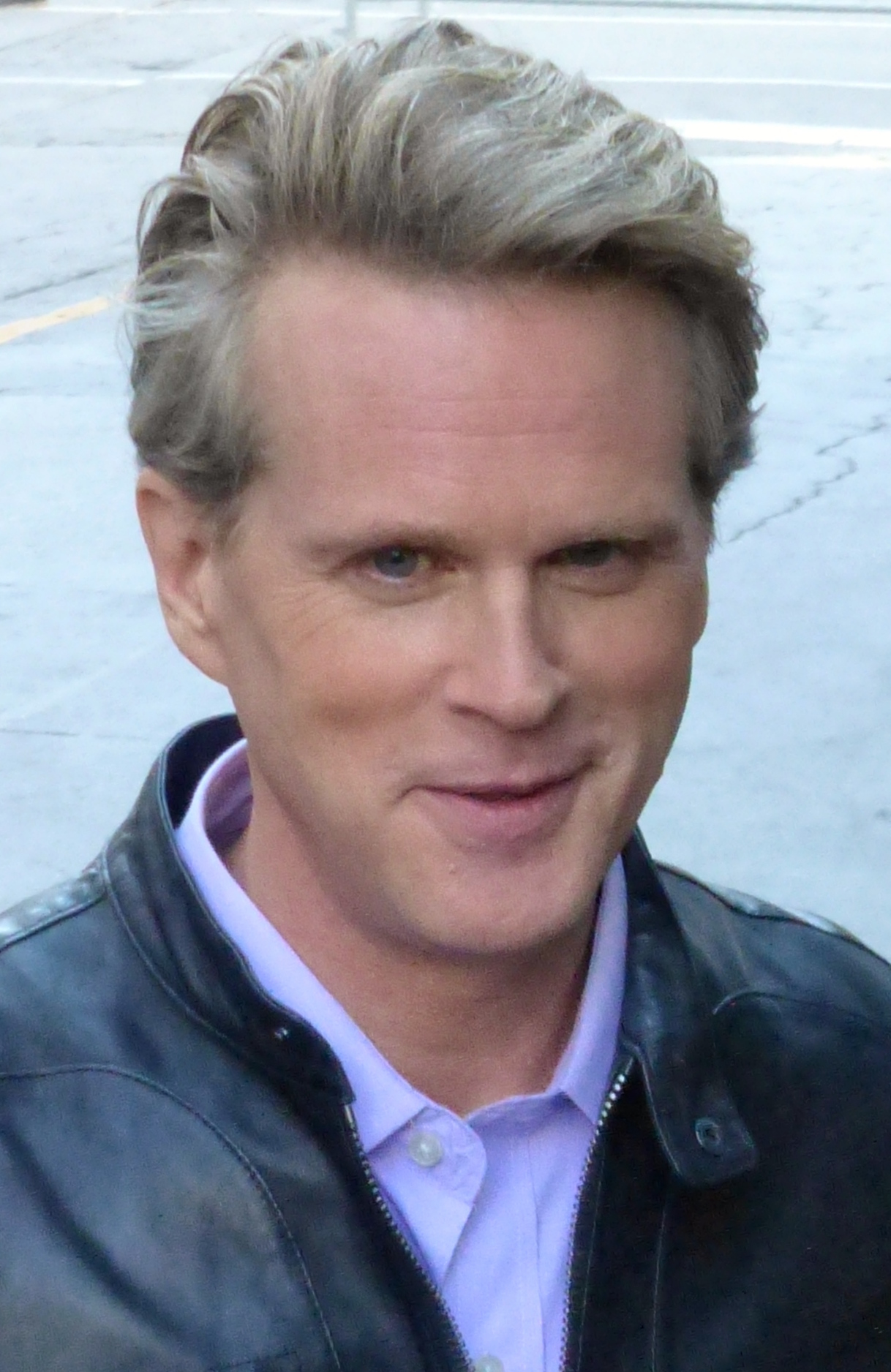

Злісний вбивця Ірвін Люкеш, здатний стрибати між паралельними всесвітами, стріляє в Доггетта з пістолета Рейєс. Бред Фолмер починає розслідування, щоб з'ясувати правду. Зрештою вони приходять до висновку, що Люкеш є справжнім вбивцею.

## Зміст
Істина поза межами досяжного
Моніка Рейєс ніби ремонтує велосипеда і стежить за Ірвіном Люкешем, підозрюваним в серійному убивстві, який відрізає язики своїм жертвам. Люкеш помічає камеру стеження і оминає Моніку та не підходить до скриньки зберігання «4-D». Переслідуючи його, Рейєс заходить у житловий будинок і на неї нападає Ірвін з бритвою. Джон Доггетт спостерігає за переслідуванням на моніторі і чує крик. Він кидається на допомогу Рейєс з Фолмером і застає її вмираючою з перерізаним горлом. Доггетт переслідує Люкеша в провулку, де вбивця, здається, зникає. Потім Ірвін з'являється позаду Доггетта і стріляє в нього з пістолета Рейєс.
Доггетт приходить до нової квартири Рейєс з подарунком на новосілля. Здається, ніхто з них не знає про попередні події. Потім Рейєс отримує телефонний дзвінок від Волтера Скіннера, який повідомляє їй — Доггетта застрелили, і його везуть до лікарні. Рейєс каже Скіннеру, що Доггетт перебуває в її квартирі, але потім виявляє, що він зник. Скаллі повідомляє — кулю хірургічним шляхом видалили з Доггета. З'ясовується — куля відповідає зброї Рейєс (зі зброї Доггетта не стріляли), і вона подозрюється Бредом Фолмером. У відділку поліції 6-го округу Моніка наполягає на тому, що Доггетт був з нею під час події. Тим часом свідок злочину Люкеш спостерігає за допитом і визначає Рейєс як стрілка.
Доггетт приходить до тями, але дихає за допомогою кисневого апарату. Скіннер і Скаллі повідомляють Моніці — в цій справі кінці з кінцями не сходяться. Скіннер розуміє — опритомнілий Доггетт щось вистукує азбукою Морзе. Джон вистукав пальцем повідомлення: «Люкеш». Тим часом Люкеш йде до своєї квартири, де живе з матір'ю-інвалідом. Готуючись приготувати їй обід, він йде до морозильної камери й дістає пакет із людським язиком, маючи намір потайки нагодувати її, як це було багато разів раніше. Рейєс перевіряє Люкеша і переконується, що він насправді відповідальний за стрілянину. Рейєс йде до Доггетта, і через комп'ютерну установку, яка дозволяє йому вистукувати слова на екрані, Доггетт каже Моніці, що Люкеш підстрелив його, але Джон також бачив її з перерізаним горлом.
Потім Люкеш уночі повертається в провулок, де був застрелений Доггетт, і зникає. На основі суперечливих доказів Рейєс приходить до висновку, що Люкеш може подорожувати між паралельними всесвітами, щоб вбивати. Вона також приходить до висновку, що неушкоджений Доггетт зник, тому що дві версії однієї людини не можуть існувати в одному всесвіті. Фолмер і Скіннер розпитують Люкеша, який стає схвильованим, коли згадують його матір. Помітивши це, Скіннер вирішує натякнути, що його мати буде допитана. Це призводить до того, що Люкешу стає все більш незручно. В коридорі поліцейського відділку Люкеш має словесну сутичку з Монікою. Повернувшись додому, Ірвін виявив, що його мати знайшла пістолет, з якого він застрелив Доггетта. Після того, як вона погрожує поговорити з ФБР, Люкеш вбиває її.
У лікарні Рейєс голить нерухомого Доггетта. Джон вистукує пальцем повідомлення Рейєс — для того, щоб вирішити ситуацію, вона повинна вимкнути його дихальний апарат і дати йому померти, але Моніка відмовляється. Скіннер дзвонить і повідомляє — Міріам Люкеш зарізали. Підозрюючи, що Люкеш планує подібним чином вбити Рейєс, Скіннер переконує Моніку повернутися до її квартири, а він, Скаллі та Фолмер стежать за нею.
Моніка повертається до себе на Беннет-авеню, дім 67; на неї нападає Люкеш. Відсутність Рейєс помічає Скаллі. Команда прикриття поспішає їй на допомогу, і Фолмер стріляє Люкешу в голову — в той час коли Ірвін тримає небезпечну бритву на горлі Моніки, вбиваючи його.
Рейєс повертається до лікарні і, закривши двері та востаннє беручи за руку цього Джона, вимикає дихальний апарат Доггетта. І довго востаннє дивиться повними сліз очима на нього. Коли вона моргає, сцена повертається до її квартири в той момент, коли Доггетт зник раніше. Рейєс, приголомшена і стримуючи сльози, ніжно обіймає Доггетта, коли той, очевидно, не знаючи про жодну з попередніх подій, нерозуміюче запитує її, що не так.

## Зйомки
Сценарист Стівен Маеда раніше написав епізоди восьмого сезону «Redrum» і «Вони йдуть». Через їхній успіх Маеду попросили написати окремий епізод дев'ятого сезону. Його зусиллям перешкоджало те, що через відхід Духовни серіал суттєво змінився. Маеда був натхненний написати епізод після того, як дізнався історію французького журналіста на ім'я Жан-Домінік Бобі, який був паралізований і міг спілкуватися, лише моргаючи лівою повікою. Маеда вважав, що випадок цікавий для екранізації, і спочатку хотів віддати її персонажу-гостю для цієї мети. Однак, зрештою, він відчув, що це було б більш успішним, якби справа йшлася про постійного персонажа, такого як Доггетт. Маеда використав теорію паралельних всесвітів, щоб пояснити сюжетну лінію епізоду. Персонаж Люкеша був частково натхненний фільмом Альфреда Гічкока «Психо». Пізніше Маеда зазначив, що хотів створити лиходія, який запам'ятовувався б так само, як і інші антагоністи в «Секретних матеріалах», такі як Юджин Віктор Тумс і Хробако́їд.
«4-D» висвітлює нові стосунки між Доггеттом і Рейєс. Більшість романтичних взаємодій їх обмежувалися «кокетливими підтекстами», оскільки, за словами Аннабет Гіш, Кріс Картер «ніколи не був дуже захоплений яскравими великими виступами». Пізніше Роберт Патрік стверджував, що він придумав сцену, в якій Рейєс голить пораненого Доггетта. Він зазначив, що «я прочитав Скафандр і метелик, та вважаю — ця частина в книзі, де персонажа голять, є інтимною і подумав: „ Нічого собі, це дійсно інтимний момент“».
Експерту ефектів Меу Беку було доручено створити візуальну послідовність, яка показала Доггетта і Лукеша мандруючими між різними всесвітами. Були перевірені різні ефекти, включаючи зникнення персонажів у чорних дірах, а також поетапний рух у повітрі більш «перебільшеним» і «водянистим» способом. Зрештою Бек вирішив використати комбінацію обидвох ефектів. Були зроблені окремі кадри сцени морфінгу: одного з акторів і одного з фону. Потім Бек скористався програмним забезпеченням, щоб перетворити їх разом, щоб виглядало так, ніби вони зникли. Пізніше художні штрихи були додані в постпродакшн редагування, щоб надати більш футуристичний ефект.
Щоб створити ефект паралельного всесвіту, кожну сцену в тизері епізоду було перевернуто так, щоб було показано дзеркальне відображення. Щоб правильно передати слова, літери потрібно було переписати задом наперед, аби вони мали правильне написання. Адреса квартири Моніки Рейєс у Джорджтауні: 67 Bennett Avenue. Це посилання на адресу Рода Серлінга в Бінгемтоні. Крім того, номер її квартири 6 є посиланням на номер Патріка Макгвена у телесеріалі 1967 року «В'язень».

## Показ і відгуки
«4-D» вперше вийшов в ефір у США 9 грудня 2001 року. Цей епізод отримав рейтинг Нільсена 5,1, що означає — його побачили 5,1 % домогосподарств країни, і переглянули 5,38 мільйона сімей. Пізніше цей епізод транслювався у Великій Британії на «BBC One» 25 листопада 2002 року.
«4-D» отримав неоднозначні або позитивні відгуки критиків. Роберт Ширман і Ларс Пірсон у книзі «Хочемо вірити: критичний посібник з Цілком таємно, Мілленіуму й Самотніх стрільців» оцінили епізод на 4 зірки з п'яти. Вони відзначили, що, хоча передумова епізоду «здається не настільки продуманою», як попередні зусилля Маеди, «4-D» вартує того. Ширман і Пірсон прийшли до висновку, що епізод «заробляє свої позиції, нарешті відновлюючи в серіалі пульс». Крім того, вони високо оцінили гру Гіш, зазначивши, що вона «нарешті (отримала) демонстрацію, яка робить Рейєс набагато більше, ніж фанатик нью-ейдж». Крістіна Урбан у редакційній рецензії на дев'ятий сезон для «Barnes & Noble» похвалила епізод, назвавши його «безперечно найкращим у сезоні». Джессіка Морган з «Телебачення без жалю» присудила епізоду оцінку «B». Морган трохи розкритикувала завершення епізоду, написавши, що він «нічого не пояснює. Я маю на увазі, як працюють ці інші всесвіти?» У огляді сезону Мішель Кунг з «Entertainment Weekly» написала, що «4-D» був одним із небагатьох епізодів дев'ятого сезону, гідним похвали, але він був затьмарений «сміховинними інтригами змови».
Інші відгуки були більш неоднозначними. Зак Гендлен з «The A.V. Club» поставив епізоду «С» і назвав його «посередньою або поганою годиною телепоказу», але це могло бути краще, якби до нього було додано більше зусиль. Гендлен особливо критично ставився до редагування, структури та відчуття сучасності. Він написав — «„4-D“ показує, що відбувається, коли ця творча команда має законно круту концепцію: вона втрачає можливість». М. А. Кренг у книзі «Deying the Truth: Revisiting the X-Files after 9/11» вважав, що взаємодія між Робертом Патріком та Аннабет Гіш була «родзинкою» епізоду, але критично ставився до фіналу.

## Знімалися
| Актор             | Роль           |
| ----------------- | -------------- |
| Роберт Патрік     | Джон Доггетт   |
| Джилліан Андерсон | Дейна Скаллі   |
| Аннабет Гіш       | Моніка Рейєс   |
| Мітч Піледжі      | Волтер Скіннер |
| Кері Елвес        | Бред Фолмер    |
| Ділан Гаггерті    | Ірвін Люкеш    |
| Енджела Петон     | пані Люкеш     |